# 叙尔蒙
叙尔蒙（法語：Surmont，法語發音：[syʁmɔ̃]）是法国杜省的一个市镇，属于蒙贝利亚尔区。

## 地理
叙尔蒙（47°16'43"N, 6°36'40"E）面积7.38 平方千米，位于法国勃艮第-弗朗什-孔泰大區杜省，该省份为法国东部内陆省份，北起上索恩省，西接汝拉省，东部及东南部与瑞士接壤，东北部与贝尔福地区省接壤。
与叙尔蒙接壤的市镇（或旧市镇、城区）包括：普罗旺谢尔、贝勒埃尔布、拉维龙、桑塞。

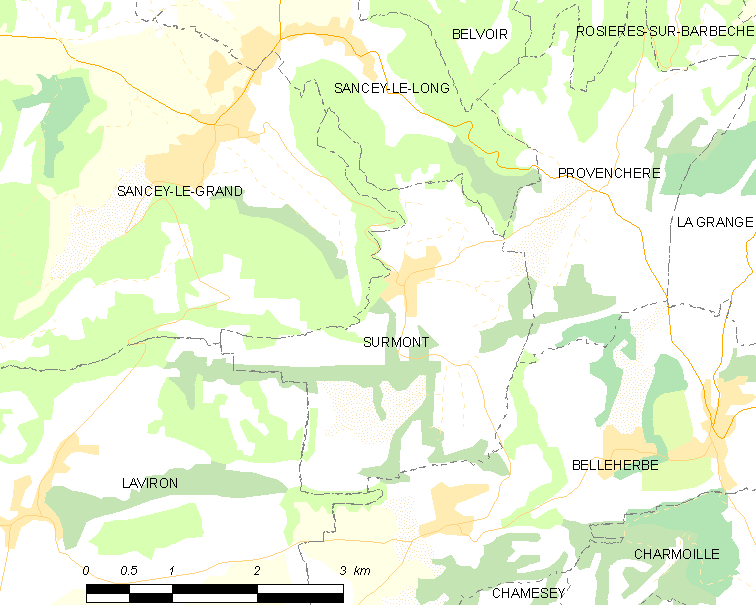
叙尔蒙的OSM定位图

叙尔蒙的时区为UTC+01:00、UTC+02:00（夏令时）。

## 行政
叙尔蒙的邮政编码为25380，INSEE市镇编码为25554。

## 政治
叙尔蒙所属的省级选区为巴旺县。

## 人口

1962-2008年间叙尔蒙人口变化图示

叙尔蒙于2022年1月1日时的人口数量为123人。